# イクジナシ
『イクジナシ』（いくじなし）は、LoVendoЯの3枚目のミニアルバム。2014年11月5日にUP-FRONT WORKSから発売された。

## 収録曲

### CD
1. イクジナシ
作詞・作曲：中島卓偉　編曲：中島卓偉、宮永治郎
2. UNDERGROUNDER
作詞：唐沢美帆　作曲：宮澤茉凜　編曲：宮永治郎
3. この世に真実の愛が一つだけあるなら[注 2]
作詞：多辺早希　作曲：青谷夢　編曲：板垣祐介、宮永治郎
  - 結成当初から披露されている楽曲。シンフォニック・アレンジが加えられている。
4. Stonez!!
作詞：唐沢美帆　作曲：阿久津健太郎　編曲：宮永治郎
5. 少年
作詞・作曲：角田崇徳　編曲：宮永治郎
  - 魚住有希は、「テレキャスによるアルペジオなどもこだわった」と述べている[5]。

### DVD
1. イクジナシ (Music Video)[注 3]
  - 撮影場所は首都圏外郭放水路[6]。サポートメンバーの小林香織と清が出演。MVがドラマー、ベーシストと共に撮影されたのは当作品が初めて。
2. 少年 (Music Video)[注 3]
  - 撮影場所は同上放水路グラウンド（スケートボードパーク）。Kai Lauer（カイ ラウアー）が出演。
3. Stonez!! (Live@WWW)
4. 愛の儀式 (Live@WWW)
5. だけどもう一度 それでももう一度 (Live@WWW)
  - 3〜5は渋谷WWWでのライブ映像。5では、ライブツアーに帯同したBitter & Sweetと、ゲストの中島卓偉も参加。

## タイアップ
- 『COUNT DOWN TV』（TBSテレビ系列） 2014年11月度エンディングテーマ（2014年11月1日 - 29日）

## クレジット

### ミュージシャン
- Lead Vocal & Harmony Vocal: 田中れいな / 岡田万里奈
- Guitar & Chorus: 魚住有希 / 宮澤茉凜
- Bass, Add Guitar, A.Guitar & Programming: 宮永治郎
- Drums: 山内優 (M-1,2,4,5)
- Drums: 小林香織 (M-3)
- Bass: 林束紗 (M-3)
- Tambourine: たいせい (M-5)
- Voice: Team LoVendoЯ (M-4)

### レコーディング
- Direction: たいせい (Vocal)、宮永治郎 (Guitar)、橋本慎 (Total)
- Recording Engineer: 脇坂了、松井和美、開博文、辻中聡佑 (MIT Studio)、阿部博 (studio Fine)
- Mix Engineer: 脇坂了
- Mastering Engineer: 酒井秀和 (Sony Music Studio)

### DVD
ミュージック・ビデオ
- Producer: 山本大介 (629 inc.)
- Director: 戸塚富士丸
- Production Manager: REI NISHIMAKI (629 inc.)
- 1st Camera: YU-KI NAKAMURA
- 2nd Camera: KEITA TAKAHASHI
- Lighting Designer: HIRONORI TOGASHI

ライブ・ビデオ
- Producer: 三上健(629 inc.)
- Director: KAZUYA KURIHARA(629 inc.)
- Camera: YUYA MIZUKOSHI, ISSEI BAN, KUMI SATO, SATOMI IWAISAKO（以上629 inc.）, TAKESHI INOUE
- Sound Recording: MASASHI OKADA (SCI)
- Edit: KAZUYA KURIHARA (629 inc.)
- MA: SATOMI AGEMATSU (629 inc.)

### ブックレット・メイク
- Design: YASUHIRO SHIRAHATA (NPC)
- Photographer: DAISUKE HONDA
- Coordination: MASAHIRO OHASHI (NPC)
- Styling: MARIE TSUZUKI (J styles)
- Hair & Make-up: HIROHARU SAITO, RYOKO ICHIKAWA

## イベント
- ミニライブ&握手会（2014年11月4日：ららぽーと豊洲、5日：タワーレコード横浜ビブレ、6日：タワーレコード渋谷、7日：名古屋PARCO、15日：イオンモール幕張新都心、16日：イオンレイクタウン）[注 4]